# Eleições municipais de Campo Grande em 2008
A eleição municipal da cidade brasileira de Campo Grande em 2008, ocorreu no dia 5 de outubro e elegeu um prefeito, um vice-prefeito e 21 vereadores para a administração da cidade.
Cinco candidatos participaram da eleição, sendo que Nelson Trad Filho, do PMDB, se elegeu já no primeiro turno com 71,41% dos votos.

## Candidatos
|  | Nº | Candidato(a) a prefeito | Candidato(a) a prefeito                              | Candidato(a) a vice-prefeito | Candidato(a) a vice-prefeito                         | Coligação |
|  | -- | ----------------------- | ---------------------------------------------------- | ---------------------------- | ---------------------------------------------------- | --- |
|  | 13 |                         | Pedro Teruel (PT) Pedro Luiz Teruel                  |                              | Moacir Abreu (PCdoB) Moacir Roberto de Abreu         | Com Lula e a Força do Povo - Partido dos Trabalhadores (PT) - Partido Comunista do Brasil (PCdoB) - Partido Social Liberal (PSL) |
|  | 15 |                         | Nelsinho Trad (PMDB) Nelson Trad Filho               |                              | Edil Albuquerque (PMDB) Edil Afonso Albuquerque      | Campo Grande cada vez Melhor - Partido do Movimento Democrático Brasileiro (PMDB) - Partido Republicano Brasileiro (PRB) - Partido da República (PR) - Partido Democrático Trabalhista (PDT) - Partido Progressista (PP) - Partido Popular Socialista (PPS) - Partido da Social Democracia Brasileira (PSDB) - Democratas (DEM) - Partido Verde (PV) - Partido Trabalhista Nacional (PTN) - Partido Republicano Progressista (PRP) - Partido Social Cristão (PSC) - Partido Trabalhista do Brasil (PTdoB) - Partido Trabalhista Cristão (PTC) - Partido da Social Democrata Cristão (PSDC) - Partido Renovador Trabalhista Brasileiro (PRTB) - Partido Trabalhista Brasileiro (PTB) - Partido Humanista da Solidariedade (PHS) - Partido Socialista Brasileiro (PSB) |
|  | 16 |                         | Suél Ferranti (PSTU) Suél Ferranti da Silva          |                              | Ângela Silva (PSTU) Ângela Maria Silva               | Sem coligação - Partido Socialista dos Trabalhadores Unificado (PSTU) |
|  | 33 |                         | Iara Costa (PMN) Iara Costa                          |                              | Ionaldo Arce (PMN) Ionaldo José Arce                 | Sem coligação - Partido da Mobilização Nacional (PMN) |
|  | 50 |                         | Henrique Martini (PSOL) José Henrique Vieira Martini |                              | Ivone Teodoro (PSOL) Ivone Teodoro da Silva Siqueira | Sem coligação - Partido Socialismo e Liberdade (PSOL) |

## Resultados

### Prefeito
| Nelsinho Trad (PMDB)    | Edil Albuquerque (PMDB) | 288.821 | 71,41%  |
| Pedro Teruel (PT)       | Moacir Abreu (PCdoB)    | 93.948  | 23,43%  |
| Iara Costa (PMN)        | Ionaldo Arce (PMN)      | 15.528  | 3,84%   |
| Henrique Martini (PSOL) | Ivone Teodoro (PSOL)    | 3.122   | 0,77%   |
| Suél Ferranti (PSTU)    | Ângela Silva (PSTU)     | 3.041   | 0,75%   |
| Total de votos válidos  | Total de votos válidos  | 404.460 | 100,00% |
| Votos apurados          |                         |         |         |
| Votos válidos           | Votos válidos           | 404.460 | 94,06%  |
| Votos em branco         | Votos em branco         | 9.222   | 2,14%   |
| Votos nulos             | Votos nulos             | 16.309  | 3,79%   |
| Total de votos apurados | Total de votos apurados | 429.991 | 100,00% |
| Eleitores               |                         |         |         |
| Comparecimento          | Comparecimento          | 429.991 | 84,33%  |
| Abstenções              | Abstenções              | 79.919  | 15,67%  |
| Total de eleitores      | Total de eleitores      | 509.910 | 100,00% |
| Total de seções: 1.381  |                         |         |         |

| Partido | Partido | Candidato | Votos   | Votos (%) |
| ------- | ------- | --------- | ------- | --------- |
|         | PMDB    | Nelsinho  | 288 821 | 71,41%    |
|         | PT      | Teruel    | 93 948  | 23,23%    |
|         | PMN     | Iara      | 15 528  | 3,84%     |
|         | PSOL    | Martini   | 3 122   | 0,77%     |
|         | PSTU    | Suél      | 3 041   | 0,75%     |
| Totais  | Totais  | Totais    | 404 460 |           |

### Vereadores
Os eleitos foram remanejados pelo coeficiente eleitoral destinado a cada coligação. Abaixo a lista com o número de vagas e os candidatos eleitos. O ícone  indica os que foram reeleitos.
| Candidato(a)       | Partido | Votos          |    |        |
| ------------------ | ------- | -------------- | -- | ------ |
| Candidato(a)       | Partido | Alcides Bernal | PP | 12.294 |
| Paulo Siufi        | PMDB    | 11.552         |    |        |
| Carlão             | PSB     | 8.473          |    |        |
| Cabo Almi          | PT      | 8.032          |    |        |
| Rose Modesto       | PSDB    | 7.536          |    |        |
| Airton Saraiva     | DEM     | 7.198          |    |        |
| Cristóvão Silveira | PSDB    | 7.108          |    |        |
| Mário Cesar        | PPS     | 7.083          |    |        |
| Prof. João Rocha   | PSDB    | 6.881          |    |        |
| Paulo Pedra        | PDT     | 6.846          |    |        |
| Lídio Lopes        | PP      | 6.595          |    |        |
| Magali Picarelli   | PMDB    | 6.500          |    |        |
| Ribeiro            | PMDB    | 6.150          |    |        |
| Dr. Loester        | PDT     | 6.036          |    |        |
| Grazielle Machado  | PR      | 6.026          |    |        |
| Thaís Helena       | PT      | 5.742          |    |        |
| Flávio César       | PTdoB   | 4.961          |    |        |
| Marcelo Bluma      | PV      | 4.871          |    |        |
| Herculano Borges   | PSC     | 4.078          |    |        |